# 모트 슈먼
모티머 슈먼(영어: Mortimer Shuman, 1938년 11월 12일~1991년 11월 2일)은 미국의 가수, 피아니스트, 작곡가이다. 1960년대 로큰롤 히트곡인 〈Viva Las Vegas〉를 비롯해 수많은 히트곡을 공동 작곡한 것으로 가장 잘 알려져 있다. 또한 그는 프랑스어로 된 다수의 곡을 작곡하고 직접 노래하기도 했으며, 〈Le Lac Majeur〉, 〈Papa-Tango-Charly〉, 〈Sha Mi Sha〉, 〈Un Été de Porcelaine〉, 〈Brooklyn by the Sea〉 등의 곡은 프랑스와 여러 유럽 국가에서 히트했다.

## 생애 및 경력
슈먼은 미국 뉴욕 브루클린에서 폴란드 유대인 이민자 가정에서 태어났다. 그는 에이브러햄 링컨 고등학교를 졸업한 뒤 뉴욕 음악원에서 음악을 공부했다. 이후 리듬 앤 블루스 음악의 열렬한 팬이 되었고, 작사가 독 포머스를 만나면서 두 사람은 뉴욕시 브릴 빌딩에 위치한 올던 뮤직에서 함께 작곡 활동을 시작했다. 이들의 작곡 방식은 포머스가 주로 가사를, 슈먼이 멜로디를 담당하는 식이었지만, 때로는 두 사람이 함께 양쪽 작업을 하기도 했다.
이들이 만든 곡들은 디온 디무치, 더 플라밍고스, 앤디 윌리엄스, 보비 대린, 페이비언 포트, 아즈다 페칸, 드리프터스, 엘비스 프레슬리 등 다양한 아티스트들에 의해 녹음되었다. 대표곡으로는 〈A Teenager in Love〉, 〈Turn Me Loose〉, 〈This Magic Moment〉, 〈Save the Last Dance for Me〉, 〈|Little Sister〉, 〈Can't Get Used to Losing You〉, 〈(Marie's the Name) His Latest Flame〉, 〈Viva Las Vegas〉, 〈Sweets for My Sweet〉 등이 있다.

### 사망
그는 1991년 11월 2일, 암으로 사망했으며, 아내 마리아피아와 네 딸 마리아첼라, 바르바라, 마리아피아, 에바마리아를 남겼다. 그의 오랜 작곡 파트너였던 독 포머스는 같은 해 3월에 사망했다.